# 14e étape du Tour d'Espagne 2010
La 14e étape du Tour d'Espagne 2010 s'est déroulée le 11 septembre 2010 entre Burgos et Peña Cabarga sur 178,8 km.
L'Espagnol Joaquim Rodríguez (Team Katusha) remporte l'étape qui est marquée par la chute et l'abandon du maillot rouge Igor Antón (Euskaltel-Euskadi). L'Italien Vincenzo Nibali (Liquigas-Doimo) s'empare du maillot rouge de leader.

## Classement de l'étape

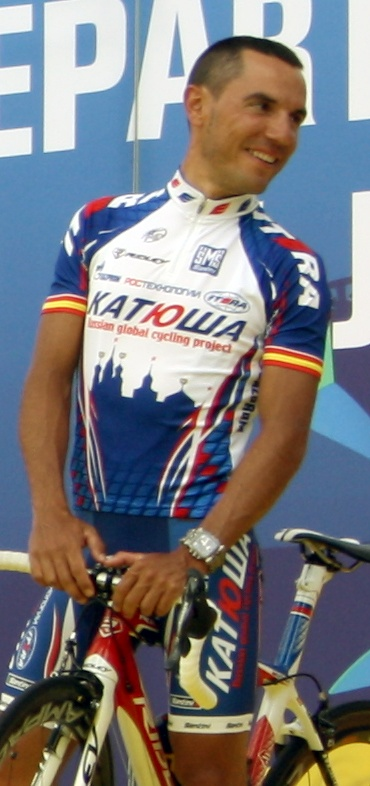
Joaquim Rodríguez remporte cette étape

|    | Coureur             | Pays       | Équipe             |    | Temps           |
| -- | ------------------- | ---------- | ------------------ | -- | --------------- |
| 1  | Joaquim Rodríguez   | Espagne    | Katusha            | en | 4 h 26 min 43 s |
| 2  | Vincenzo Nibali     | Italie     | Liquigas-Doimo     | +  | 20 s            |
| 3  | Ezequiel Mosquera   | Espagne    | Xacobeo Galicia    |    | 22 s            |
| 4  | David Moncoutié     | France     | Cofidis            |    | 33 s            |
| 5  | Nicolas Roche       | Irlande    | AG2R La Mondiale   |    | 34 s            |
| 6  | Fränk Schleck       | Luxembourg | Saxo Bank          |    | 35 s            |
| 7  | Xavier Tondo        | Espagne    | Cervélo TestTeam   |    | 39 s            |
| 8  | David García Dapena | Espagne    | Xacobeo Galicia    |    | 43 s            |
| 9  | Peter Velits        | Slovaquie  | HTC-Columbia       |    | 45 s            |
| 10 | Thomas Danielson    | États-Unis | Garmin-Transitions |    | 1 min 29 s      |

## Classement général
|    | Coureur           | Pays       | Équipe             |    | Temps            |
| -- | ----------------- | ---------- | ------------------ | -- | ---------------- |
| 1  | Vincenzo Nibali   | Italie     | Liquigas-Doimo     | en | 60 h 55 min 39 s |
| 2  | Joaquim Rodríguez | Espagne    | Katusha            | +  | 4 s              |
| 3  | Ezequiel Mosquera | Espagne    | Xacobeo Galicia    |    | 50 s             |
| 4  | Xavier Tondo      | Espagne    | Cervélo TestTeam   |    | 50 s             |
| 5  | Nicolas Roche     | Irlande    | AG2R La Mondiale   |    | 2 min 11 s       |
| 6  | Fränk Schleck     | Luxembourg | Saxo Bank          |    | 2 min 12 s       |
| 7  | Peter Velits      | Slovaquie  | HTC-Columbia       |    | 2 min 29 s       |
| 8  | Thomas Danielson  | États-Unis | Garmin-Transitions |    | 3 min 29 s       |
| 9  | Rubén Plaza       | Espagne    | Caisse d'Épargne   |    | 3 min 41 s       |
| 10 | Carlos Sastre     | Espagne    | Cervélo TestTeam   |    | 3 min 52 s       |

## Abandons
- Denis Galimzyanov (Team Katusha) : non-partant
- Stefan Denifl	(Cervélo TestTeam)
- Igor Antón (Euskaltel-Euskadi)
- Egoi Martínez (Euskaltel-Euskadi)